# Igreja da Santíssima Trindade (Sahagún)

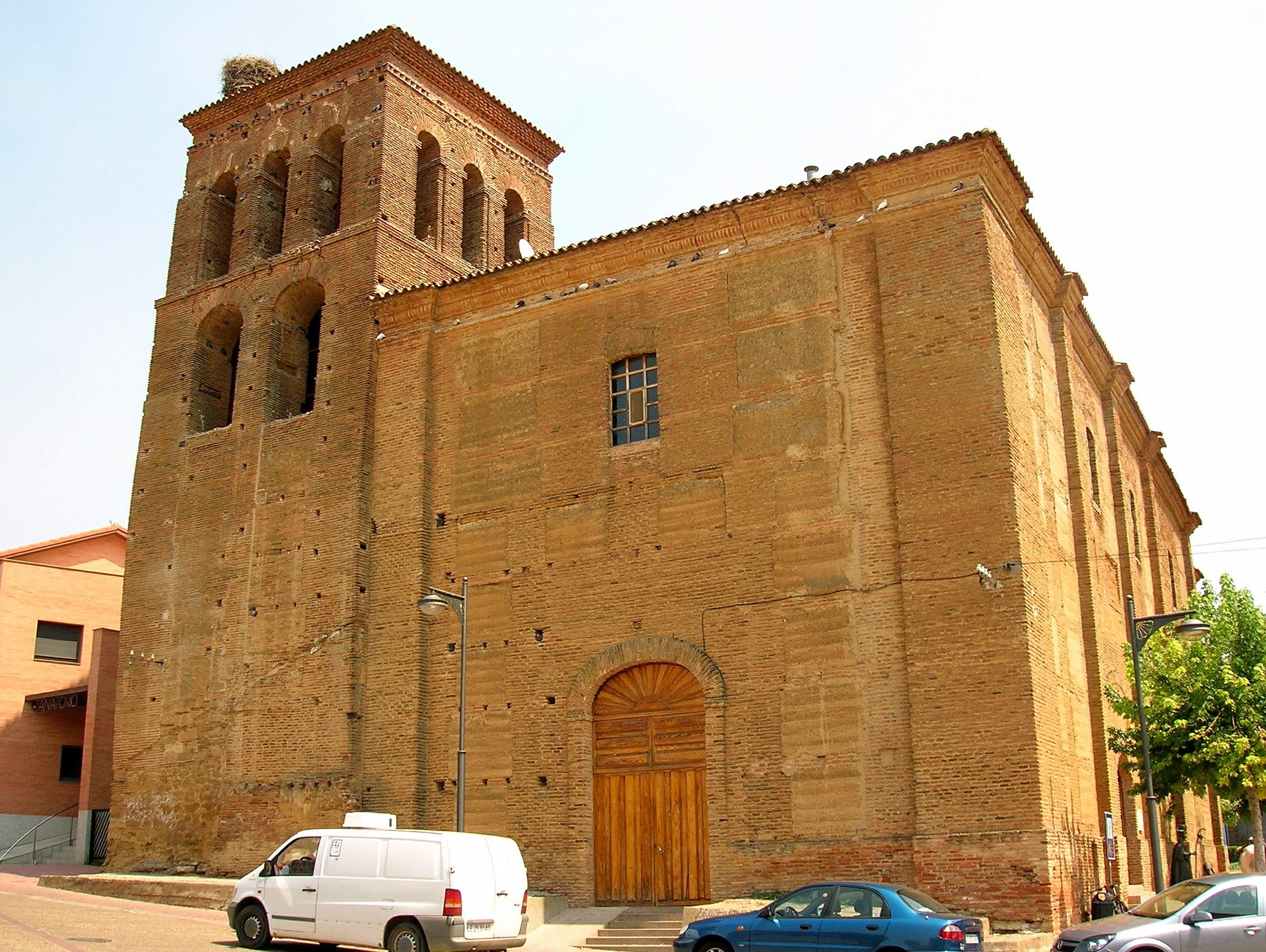
Igreja da Santíssima Trindade, Sahagún, León, Espanha

A Igreja da Santíssima Trindade localiza-se na localidade de Sahagún, na província de Leão, comunidade autónoma de Castela e Leão, Espanha.
O edifício, de estilo mudéjar de nave única, foi construído inteiramente em tijolo nos séculos XVI e XVII, excepto a torre-campanário que corresponde a uma edificação do séc. XIII, existindo prova documental da sua existência desde 1221.
Existem notícias que indicam que a igreja recebeu algumas relíquias de São João de Sahagún, depois da sua beatificação, tendo-se aí realizado o culto ao orago da vila até que se construiu o seu templo.
O péssimo estado de conservação do edifício levou à suspensão de ofícios religiosos no templo. Fechada durante vários anos, a igreja da Santíssima Trindade foi restaurada em 1993 e habilitada para usos seculares relacionados com o Caminho de Santiago. Actualmente a igreja funciona como Albergue Municipal de Peregrinos com capacidade para 65 pessoas, funcionando no seu interior simultaneamente um Posto de Turismo e o Auditório Municipal, destinado a eventos e exposições.